# Claude Florimond de Mercy
Le comte Claude Florimond de Mercy (Longwy, 10 mai 1666 – Parme, 29 juin 1734), est un feld-maréchal du Saint-Empire romain germanique.

## Biographie
Petit-fils de François de Mercy, Claude Florimond de Mercy entra dans l'armée autrichienne comme volontaire en 1682. Devenu officier l'année suivante lors de la bataille de Vienne, il fut promu capitaine lors des sept ans que dura la campagne de Hongrie. 
Il combattit ensuite en Italie jusqu'en 1697, quand il fut rappelé en Hongrie par le prince Eugène de Savoie où il s'illustra à la bataille de Zenta. 
Ayant montré un grand courage en Italie lors de la guerre de Succession d'Espagne, en particulier lors de la Surprise de Crémone (1702), il reçoit de l'empereur Léopold Ier, avec le grade de colonel, la propriété d'un régiment de cuirassiers nouvellement créé (Mercy cuirassiers).
C'est ainsi qu'il prend part à la tête de son régiment à la bataille de Friedlingen lors de la campagne du Rhin de 1703, et qu'il se fait redouter pour ses attaques-surprise. Il est peu après promu au grade de maréchal de camp et participe à la bataille de Schellenberg (1704), puis à celle de Petrovaradin en 1716.
Nommé peu après gouverneur du Banat de Temesvar, il commande une charge décisive de cavalerie lors du siège de Belgrade (1717). Il est notamment le fondateur la même année de la ville banataise de Bela Crkva. 
Après le retour de la paix, il se consacre à l'administration du Banat, tout juste sorti de 150 ans d'occupation ottomane, quand il fut soudainement rappelé en Italie où il prend Messine et assiège Palerme. De retour au Banat, il l'administre ensuite pendant plus de onze années.
Fait feld-maréchal en 1734, il rassemble 50 000 hommes devant Mantoue pour tenter de récupérer ce qui avait été perdu l'année précédente quand les Autrichiens furent expulsés d'Italie par les forces franco-espagnoles.
Mercy est tué le 29 juin 1734 à la bataille de San Pietro devant Parme. N'ayant pas eu d'enfants, son nom passe au comte d'Argenteau, son fils adoptif, d'où est issue la famille de Mercy-Argenteau.
Le 3 août 2009 a été dévoilé son buste dans le Parc Central, à Timişoara.